# ユングフラウミ山
もしかして
- ユングフラウ三山

ではありませんか？